# Willi Schultz (Politiker)
Willi Schultz (* 23. Juli 1896 in Berlin; † 12. März 1961 in Fürstenberg/Havel) war ein deutscher Politiker (KPD/SED). Er war Mitglied des Landtages des Freistaates Mecklenburg-Strelitz.

## Leben
Schultz, Sohn eines Oberkellners, erlernte den Beruf des Stuckateurs. 1916 wurde er als Soldat zum Kriegsdienst im Ersten Weltkrieg eingezogen.
1918 trat er der USPD, 1920 der KPD bei. 1919 übersiedelte er nach Fürstenberg/Havel und leitete ab 1923 die dortige KPD-Ortsgruppe. Im Mai 1924 wurde er verhaftet und im August 1925 vom Reichsgericht zu zwei Jahren und drei Monaten Zuchthaus verurteilt. 1926 wurde er zum Stadtverordneten gewählt und war bis 1933 Vorsitzender der KPD-Fraktion in Fürstenberg. Durch die Hindenburg-Amnestie kam er Ende 1925 vorzeitig frei. Schultz wurde 1928 zum Abgeordneten des Landtages des Freistaates Mecklenburg-Strelitz gewählt. Er war auch Mitglied der KPD-Bezirksleitung Mecklenburg.
Nach der „Machtergreifung“ der Nationalsozialisten 1933 wurden die drei Landtagsabgeordneten der KPD Schultz, Fritz Brack und Adolf Giese ihrer rechtmäßigen Mandate beraubt. Im März 1933 wurde Schultz verhaftet und im KZ Oranienburg inhaftiert. Nach acht Monaten „Schutzhaft“ wurde er im November 1933 entlassen. Nach seiner Entlassung arbeitete er als Bauarbeiter. 1939 wurde er zum Kriegsdienst bei der Wehrmacht eingezogen, 1942 zur Organisation Todt zwangsverpflichtet.
Nach Kriegsende trat er im Juni 1945 wieder der KPD bei und wurde 1946 Mitglied der SED. Für beide Parteien war er als Funktionär tätig. Von 1948 bis 1950 fungierte er als Zweiter Sekretär der SED Neustrelitz, später war er Mitarbeiter des Rates des Kreises Neustrelitz.